# Куркумбал (Совєтський район)
Куркумба́л (рос. Куркумбал, марій. Курыкӱмбал) — присілок у складі Совєтського району Марій Ел, Росія. Входить до складу Верх-Ушнурського сільського поселення.

## Населення
Населення — 84 особи (2010; 79 у 2002).
Національний склад (станом на 2002 рік):
- марі — 100 %